# 늑대거북과
늑대거북과(Chelydridae)는 거북목에 속하는 파충류과의 하나이다. 현존하는 2개 속과 멸종된 7개 속으로 이루어져 있다. 2개 속 모두 서반구에서 발견된다.

## 하위 속
- 늑대거북속 (Chelydra)
  - 남아메리카늑대거북 (C. acutirostris)
  - 중앙아메리카늑대거북 또는 멕시코늑대거북 (C. rossignonii)
  - 늑대거북 또는 커먼늑대거북 (C. serpentina)
- 악어거북속 (Macrochelys)
  - 아팔라치코라늑대거북 (M. apalachicolae)
  - 악어거북 (M. temminckii)
  - 스와니늑대거북 (M. suwanniensis)